# (33570) Jagruenstein
1999 JT30 (asteroide 33570) é um asteroide da cintura principal. Possui uma excentricidade de 0.16921540 e uma inclinação de 4.98835º.
Este asteroide foi descoberto no dia 10 de maio de 1999 por LINEAR em Socorro.